# Полуостров Лисянского
Полуостров Лисянского — полуостров на северном побережье Охотского моря (крайний восток Хабаровского края). Разделяет Ейринейскую губу на западе и залив Ушки на востоке. Площадь около 625 км². Высшая точка гора Хадача (1211 метр). Сложен главным образом гранитами. Берег местами скалистый, возвышенный. Растительность угнетена. В её составе преобладают заросли кедрового стланника и растительность, характерная для горной тундры. Назван в честь русского мореплавателя Юрия Лисянского.